# San Antonio (Zambales)
San Antonio (Bayan ng San Antonio) är en kommun i Filippinerna. Kommunen ligger på ön Luzon, och tillhör provinsen Zambales. Folkmängden uppgår till 28 248 invånare.
San Antonio är indelat i 14 barangayer.

## Bildgalleri

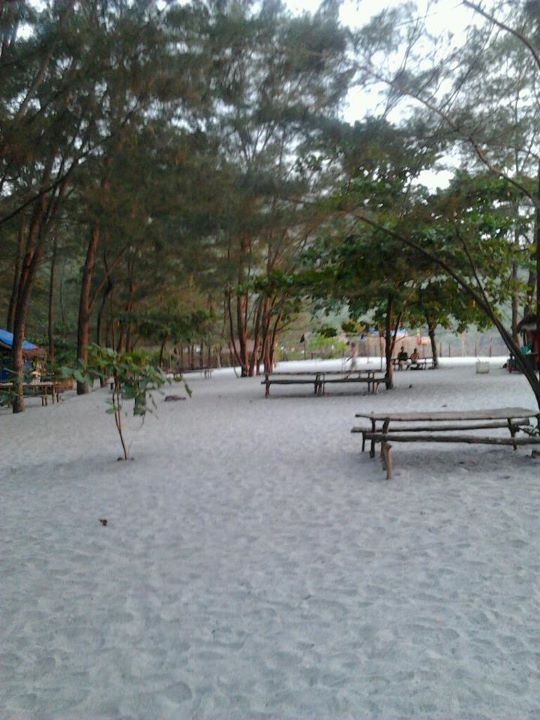
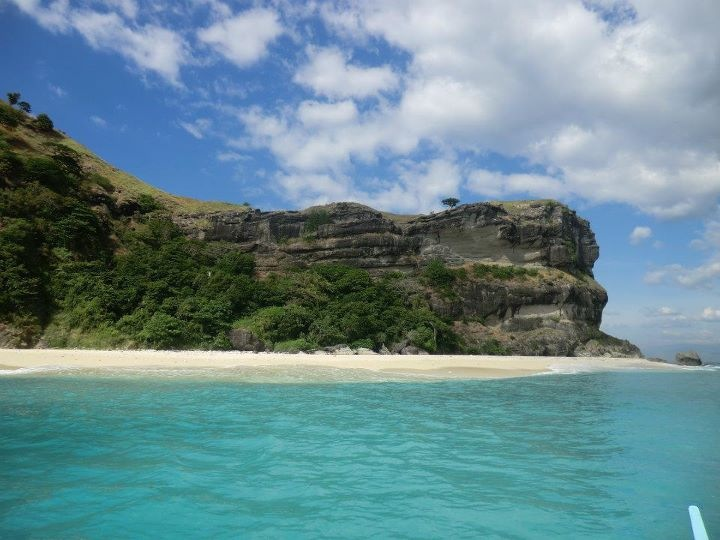
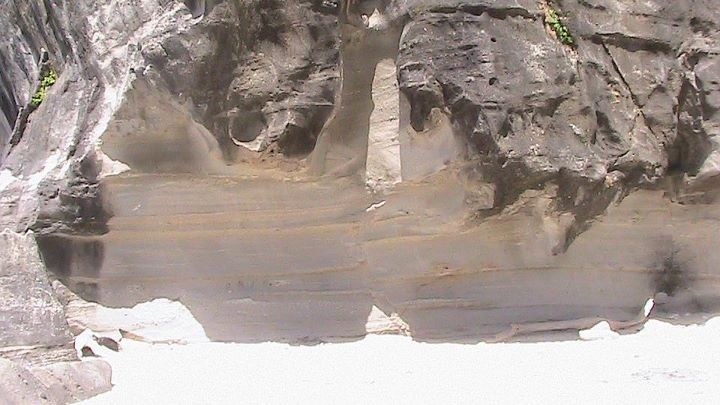
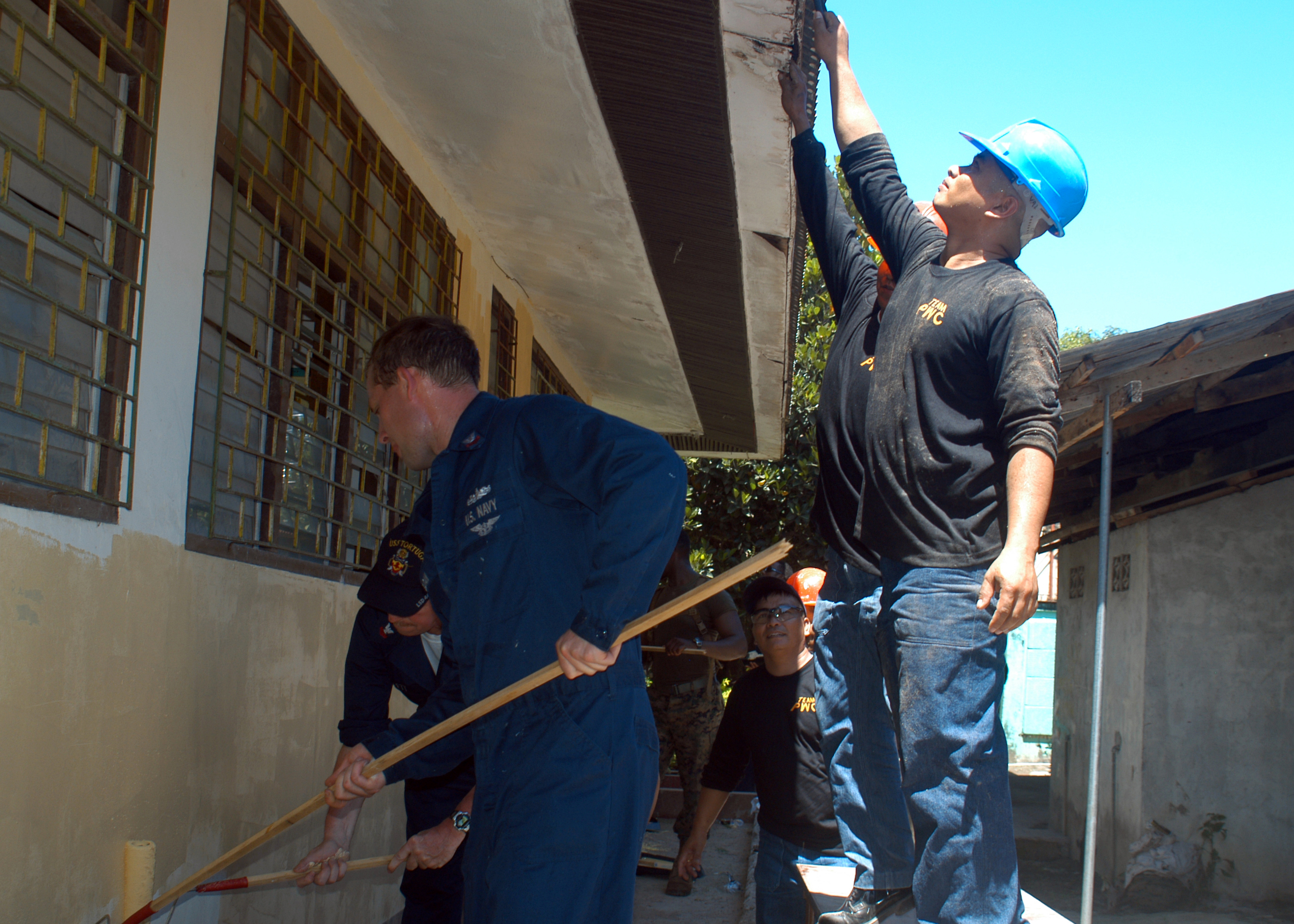